# المنطق الحدسي

المنطق الحدسي يُطلق عليه أحيانًا المنطق البنائي، وهو يشير إلى أنساق المنطق الرمزي التي تختلف عن الأنساق المستخدمة في المنطق الكلاسيكي، وذلك من خلال عكس مفهوم برهان الأستدلال بشكل محكم. وبشكل خاص، فإن أنساق المنطق الحدسي تستبعد كل من: قانون الوسط الممتنع(الثالث المرفوع) وقانون النفي المزدوج، واللذان يعدان من قواعد الاستدلال الأساسية في المنطق الكلاسيكي.

## النشأة والتطور
ظهر المنطق الحدسي نتيجة لبعض الآراء الفلسفية التي أعادت فحص الأسس التي تقوم عليها الرياضيات، والتي تُعرف بالاتجاه الحدسي. جاء هذا المنطق كمحاولة لإنقاذ الرياضيات من التناقضات التي واجهتها. وتقوم الفكرة الرئيسية للاتجاه الحدسي على أن الرياضيات تعتمد أساسًا على الحدس. لذلك، رفض الحدسيون فكرة أن المنطق يمكن أن يؤسس أصول الرياضيات، معتبرين أن الحدس أو الإدراك الفوري المباشر هو الوسيلة لفهم حقائق الرياضيات وأسسها.
قدم الاتجاه الحدسي تصورًا مختلفًا لطبيعة العلاقة بين المنطق والرياضيات، حيث وضع الحدسيون فصلًا واضحًا بين الاثنين. وأشار بروير (Brouwer) إلى أن المفارقات التي ظهرت في أبحاث أسس الرياضيات أثارت شكوكًا حول استخدام المنطق في هذا المجال. ونتيجة لذلك، تخلّى بعض الرياضيين عن فكرة أسبقية المنطق على الرياضيات. وقد لاحظ الحدسيون أن جميع المفارقات تختفي إذا التزم الباحثون بالأنساق القابلة للبناء بناءً على الحدس. ويشير هايتنج أيضًا في هذا السياق إلى أن المنطق جزء من الرياضيات، وبالتالي لا يمكن بأي حال من الأحوال أن يكون بمنزلة الأساس الذي تسند إليه الرياضيات، وكيف يكون ذلك جائزًا وهو يحتاج إلى أساس، كما أن مبادئه أكثر تعقيدًا من مبادئ الرياضيات ذاتها. ومن أجل ذلك، حاول هيتنج تأسيس توع جديد من المنطق يختلف عن منطق البرنكبيا مستوحيً ذلك من الرياضيات الحدسية فكان المنطق الحدسي، وعلى الرغم من أن بروير لم يسهم كثيرًا فيما يخص بناء نسق أستنباطي للمنطق الحدسي، إلا أنه قد مهد الطريق أمام تلاميذه، وبخاصة هيتنج، حيث أستفاد الأخير كثيرًا من أفكار بروير في صياغة المنطق الحدسي، فبروير هو أول من بدأ في انتقاد استخدام المنطق التقليدي في الرياضيات، وخاصة مبدأ الوسط الممتنع أو الثالث المرفوع بوصفه المصدر الأساسي للمفارقات.
وعليه، فقد تم تطوير المنطق الحدسي من قبل أريند هيتينج؛ من أجل توفير أسس صورية لمنهاج الحدس عند بروير. ومن منظور نظرية البرهان، فإن حساب هيتنج هو بمثابة تقييد للمنطق الكلاسيكي حيث تم استبعاد قانون الثالث المرفوع، وقانون النفي المزدوج. ومع ذلك فكلاهما من الممكن أن يظل مثبت لبعض القضايا على أساس كل حالة على حدة، ولكن هذا لا ينطبق بشكل كلي كما هو الحال مع المنطق الكلاسيكي.
وقد تم دراسة أنساق عديدة من دلالات المنطق الحدسي. واحدة من هذه الدلالات تعكس دلالات القيم البوليانية الكلاسكية ولكنها تستخدم جبر هيتنج بدلاً من الجبر البولياني. وهناك دلالات أخرى تستخدم نماذج كريبك. ومع ذلك، فهي تمثل وسائل تقنية لدراسة نسق هيتنج الاستنتاجي، وليس مجرد تشكيل لدلالات برويرالحدسية الأصلية. والأنساق الدلالية التي تفترض حيازة مثل هذه الحدسيات، بسبب تقديمها لمفاهيم ذات مغزى عن "الحقيقة الأستدلالية" (بدلاً من مجرد الصحة أو قابلية الإثبات)، ومثل هذه الدلالات تؤدي باستمرار إلى ظهور منطق أقوى من منطق هيتنج. وقد زعم بعض المؤلفين أن هذا قد يكون مؤشراً على عدم كفاية حساب هيتنج نفسه، معتبرين الأخير غير مكتمل كمنطق أستدلالي. 

## البنائية الرياضية
في الدلالات المتعلقة بالمنطق الكلاسيكي، يتم تخصيص قيم الصدق لصيغ القضايا من المجموعة المكونة من عنصرين{\displaystyle \{\top ,\bot \}} واللذان يعنيان ("صواب" و"خطأ" على التوالي)، بغض النظر عما إذا كان لدينا دليل مباشر على أي من الحالتين أم لا. ويُشار إلى هذا باسم "قانون الوسط الممتنع" أو الثالث المرفوع، لأنه يستبعد إمكانية وجود أي قيمة حقيقة إلى جانب قيمتي "صواب" أو "خطأ". وعلى النقيض من ذلك، لا يتم تعيين قيمة حقيقة محددة للصيغ القضوية في المنطق الحدسي، وتعد فقط "حقيقية" عندما يكون لدينا دليل مباشر، ومن ثم البرهان. (يمكننا أيضًا أن نقول، بدلاً من أن تكون الصيغة القضوية "حقيقية" بسبب الأدلة المباشرة، إنها مأهولة ببرهان بالمعنى الذي وضعه كيوري-هاورد.) وبالتالي فإن العمليات في المنطق الحدسي تحافظ على التبرير، فيما يتعلق بالأدلة والقدرة على البرهان، بدلاً من تقييم الحقيقة. فأنصار المنطق الحدسي يرفضون النظر إلى فكرة الصدق بوصفها أساسًا للمنطق، ويضعون بدلاً منها فكرة البرهان. فنحن لا نستطيع أن نقرر بالنسبة لقضية ما إذا ما كانت صادة او كاذبة إلا بعد وجود برهان على صدقها أو كذبها، فنظرية البرهان عند الحدسين تسبق نظرية الصدق. وهذا على العكس مامًا مما يذهب إليه أنصار المنطق التقليدي.
المنطق الحدسي هو أداة تستخدم بشكل شائع في تطوير مناهج البنائية في الرياضيات. وقد مثل استخدام المنطق البنائي بشكل عام موضوعًا مثيرًا للجدل بين الفلاسفة وعلماء الرياضيات (انظر، على سبيل المثال، الجدال بين بروير وهيلبرت ). والاعتراض الشائع على استخدامه يكمن في الافتقار المذكور أعلاه إلى قاعدتين أساسيتين في المنطق الكلاسيكي، وهما: قانون الوسط الممتنع وقانون النفي المزدوج. حيث اعتبرهما ديفيد هيلبرت مهمان جدًا لممارسة الرياضيات، حتى أنه كتب:
«إن حرمان عالم الرياضيات من مبدأ الوسط الممتنع يشبه حرمان عالم الفلك من استخدام التلسكوب أو منع الملاكم من استخدام قبضتيه. إن حظر عبارات الوجود ومبدأ الوسط الممتنع يعادل التخلي عن علم الرياضيات بالكامل.»
وعلى الرغم من ذلك، وجد المنطق الحدسي استخدامًا عمليًا في الرياضيات رغم التحديات التي تمثلها عدم القدرة على استخدام هذه القواعد. أحد أسباب ذلك هو أن قيودها تنتج أدلة لها خاصية الوجود، مما يجعلها مناسبة أيضًا لأشكال أخرى من البنائية الرياضية. وأحد الأسباب التي تجعل هذا الجانب من المنطق الحدسي قيماً للغاية هو أنه يمكّن الممارسين من استخدام مجموعة واسعة من الأدوات المحوسبة، المعروفة باسم مساعدي الإثبات. وتساعد مثل هذه الأدوات مستخدميها في إنشاء وإثبات البراهين واسعة النطاق، والتي عادة ما يحول حجمها دون إجراء الفحص البشري المعتاد الذي يدخل في نشر ومراجعة البرهان الرياضي. وعلى هذا النحو، فإن استخدام مساعدي الإثبات (مثل Agda أو Coq ) يمكّن علماء الرياضيات والمنطق المعاصرين من تطوير وإثبات أنساق معقدة للغاية، إلى جانب الأنساق التي يمكن إنشاؤها والتحقق منها يدويًا. أحد الأمثلة على الإثبات الذي كان من المستحيل التحقق منه بشكل مرضٍ دون التحقق الرسمي هو الإثبات الشهير لمبرهنة الألوان الأربعة، والمسمي بمبرهنة الالوان الأربعة. تلك النظرية التي احتار معها علماء الرياضيات لأكثر من مائة عام، حتى تم تطوير دليل يستبعد فئات كبيرة من الأمثلة المضادة المحتملة، لكنه ترك احتمالات مفتوحة بما يكفي بحيث أصبح من الضروري استخدام برنامج كمبيوتر لإكمال الإثبات. كان هذا الدليل مثيرا للجدل لبعض الوقت، ولكن في وقت لاحق، تم التحقق منه باستخدام Coq.

## بناء الجملة

شبكة ريجير-نيشيمورا. عقدها هي الصيغ المقترحة في متغير واحد حتى التكافؤ المنطقي الحدسي، مرتبة حسب الاستدلال المنطقي الحدسي.

إن بناء صيغ المنطق الحدسي يتشابه مع بناء صيغ منطق القضايا أو منطق الرتبة الأولى. ومع ذلك، فإن الروابط الحدسية لا يمكن تعريفها في حدود بعضها البعض بنفس الطريقة التي يتم فيها تعريف الروابط في المنطق الكلاسيكي، ولذلك فاختيارها مهم. في المنطق القضوي الحدسي (IPL) من المألوف استخدام →، ∧، ∨، ⊥ بوصفها روابط أساسية، ومعاملة ¬ A بوصفهااختصارًا لـ (A → ⊥). وفي المنطق الحدسي من الدرجة الأولى، هناك حاجة إلى كلا الكميتين ∃ و ∀.
وفيما يتعلق بتفسير الروابط أو الثوابت في المنطق الحدسي، فيمكن القول أن التفسير الحدسي لها يختلف عن التفسير الكلاسيكي لها، فالقضايا التي تتألف من خلال الروابط المنطقية في المنطق الكلاسيكي يعتمد مدي صدقها أو كذبها على مكوناتها، فعلى سبيل المثال الدالة العطفية التي تتألف من قضيتين يربطهما رابط العطف أو الوصل، والتي تأخذ الصورة( P. q) تكون صادقة في حالة واحدة فقط وهي حالة صدق جميع مكوناتها، وفي حالة كذب إحدي القضيتين أو كلاهما المشكلتين لها كما بالمثال السابق تتحول الدالة برمتها إلى وضع الكذب، وكذلك الحال أيضًا فيما يسمي بالدالة اللزومية أو دالة التضمن والتي تأخذ الصورة (p c q ) تكون كاذبة في حالة واحدة فقط، وهي الحالة التي تكون فيها القضية الأولى أو ما تسمى بالمقدم صادقة والقضية الثانية أو ما تسمي بالتالي كاذبة، أما في بقية الأحتمالات التى تكون عليها القضيتين تكون الدالة صادقة. أما فيما يتعلق بالتفسير الحدسي لهذه الثوابت أو الروابط نجد أنها مختلفة، حبث أنه يتم تفسيرها في ضوء نظرية البرهان، ففيما يتعلق برابطة العطف والتي تستخدم في المنطق الحدسي على الصورة ( q{\displaystyle \land } p ) ويعد فيها العطف مبرهنًا إذا ما كان لكل مكوناتها برهان على حدة، أي في حالة وجود برهان لــــ p، وبرهان لــــ q، وتكون العطف كاذبًا إذا تعذر وجود البرهان في أحدهما أو كلاهما. وفي رابطة الفصل أو الأنفصال، والذي يأخذ الصورة (p{\displaystyle \lor } q ) ويكون صادقًا إذا ما كان هناك برهان لـــ p أو برهان لـــ q

## نظريات
عند شرح نظريات المنطق الحدسي في حدود المنطق الكلاسيكي، فيمكن فهم ذلك على أنه إضعاف له: فهو أكثر تحفظًا في ما يسمح باستنتاجه، بينما لا يسمح بأي استنتاجات جديدة لا يمكن التوصل إليها في ظل المنطق الكلاسيكي. كل نظرية من نظريات المنطق الحدسي هي نظرية في المنطق الكلاسيكي، ولكن العكس ليس صحيحًا. فالعديد من صور طوطولوجيا في المنطق الكلاسيكي ليست نظريات في المنطق الحدسي – وبشكل خاص، فإن أحد الأهداف الرئيسية للمنطق الحدسي - كما تم ذكره بأعلى-عدم تأكيد قانون الوسط الممتنع لإبطال استخدام برهان التناقض، والذي يمكن استخدامه لتقديم ادعاءات الوجود دون تقديم أمثلة صريحة للموضوعات التي يثبت وجودها.

## الإثبات بالتناقض
غالبًا ما يُفهم المنطق الحدسي بصورة خاطئة، خاصة من قبل الذين لم يدرسوه بعمق وعناية، فالكثير يعتقد أن الحدسيين يرفضون مبدأ الثالث المرفوع دون سبب، وأن المنطق الحدسي يرفض الإثبات بالتناقض، وهذه ليست الحقيقة الكاملة، ويرجع ذلك لسوء الفهم الكلاسيكي للمنطق الحدسي. حيث يقبل الحدسيون الأختزال إلى الأستحالة كما في الصورة p{\displaystyle (p\rightarrow \perp )\rightarrow \neg } حيث تشير العلامة{\displaystyle \perp } إلى الاستحالة أو التناقض، وتشير العبارة{\displaystyle (p\rightarrow \perp )} إلى أننا لو أفترضنا أن p تؤدي إلى التناقض أو الأستحالة، فلابد أن يؤدي هذا إلى أن p خاطئة، وهذا يمثل البرهان الكلاسيكي والمعروف بقانون الإثبات بالتناقض، وهو صالح حدسيًا.وفي الواقع ما يرفضه أنصار المنطق الحدسي هو ما يشبه الصورة{\displaystyle (\neg p\rightarrow \perp )\rightarrow p} حيث تعني الصورة كلاميًا: أننا إذا ما أفترضنا أن نفي p بؤدي إلى الاستحالة، فيمكننا أستنتاج أن p صحيحة، وهذه العبارة غير صالحة حدسيًا، وهناك من يرى أن العبارة السابقة قد تبدو سليمة فكل ما تم فعله هو التبدل بين p ونفيها في هذه الصيغة، ولكن الأمر يختلف حدسيًا، فالصورة الصحيحة للاستنتاج السابق تكمن في p{\displaystyle (\neg p\rightarrow \perp )\rightarrow \neg \neg } والأشخاص المعتادين على المنطق الكلاسيكي تختلط عليهم الأمور حينما يتعاملون مع العلامة{\displaystyle \neg }، حبث أنهم يتعاملون مع{\displaystyle \neg \neg p} كما لو أنها p، ولكن المنطق الحدسي يرفض ذلك، ويري أنهما ليسوا نفس الشئ، وأن{\displaystyle \neg \neg p} أضعف من p، بمعنى أنه يمكننا دائمًا أن نصل من الثانية إلى الأولى، ولا يمكننا عكس هذه العملية، فالمنطق الحدسي يوافق على أنه في حال كانت{\displaystyle \neg p} تفضي إلى الأستحالة أو التناقض، فإنه يمكن أستنتاج{\displaystyle \neg \neg p}.